# Царе на Юдея
Това е списък на царете, според Библията, управлявали в Юдейското царство.

## Династия на Давид
- Давид　— 1000–962 пр.н.е.
- Соломон　— 962–922 пр.н.е.
- Ровоам (Рехавам)　— 922—915 пр.н.е.
- Авия (Абия, Авияху, Авиям) – 915—913 пр.н.е.
- Аса – 913—873 пр.н.е.
- Йосафат (Йехошафат) – 873—849 пр.н.е.
- Йорам – 849—842 пр.н.е.
- Охозия (Ахазия)　— 842 пр.н.е.
- Афалия (Аталия)　— 842—837 пр.н.е.
- Йоас (Йоаш)　— 837—800 пр.н.е.
- Амасия (Амация)　— 800—783 пр.н.е.
- Озия　(Узияху)— 783—742 пр.н.е.
- Йоафам (Йотам) – 742—735 пр.н.е.
- Ахаз – 735—715 пр.н.е.
- Езекия (Хизкияху)　— 715—687 пр.н.е.
- Манасия (Менаше) – 687—642 пр.н.е.
- Амон　— 642—640 до н. э.
- Йосия (Йошияху)— 640—609 пр.н.е.
- Йоаким – 609—597 пр.н.е.
- Йехония (Йехояхин)　— 597 пр.н.е.
- Седекия (Цидкияху)　— 597—586 пр.н.е.